# August Ibing
August Ibing (* 12. Januar 1878 im Amt Sprockhövel, Landkreis Hagen; † 1959 in Dalwigksthal, Landkreis Waldeck) war ein deutscher Maler und Grafiker der Düsseldorfer Schule.

## Leben
Ibing schrieb sich 1894 zum Studium der Malerei an der Kunstakademie Düsseldorf ein. In deren Elementarklasse war Heinrich Lauenstein sein Lehrer. Weitere Lehrer waren Claus Meyer, Willy Spatz und vor allem Peter Janssen der Ältere, dessen Meisterschüler er wurde. Ibing, der sich einen Ruf als Kirchen-, Porträt-, Landschafts- und Stilllebenmaler erwarb und als solcher vor allem an Düsseldorfer Ausstellungen teilnahm, ließ sich in Düsseldorf-Derendorf an der Collenbachstraße 31 nieder. In seinem Atelier wurde der Maler Eduard Kintrup (1896–1959) sein Schüler. Auch die Malerin Ida Beckhaus (1885–1971), später seine Lebensgefährtin, war seine Schülerin. In Düsseldorf war Ibing Mitglied des Künstlervereins Malkasten.